# ريبون (ويسكونسن)
ريبون، ويسكونسن Ripon, Wisconsin مدينة بمقاطعة فوند دو لاك بولاية ويسكونسن في الولايات المتحدة ، إحصاء عدد السكان بها لعام 2000 هو 6.828 نسمة .
سميت بريبون نسبة إلى كاتدرائية إنجليزية موجودة بمدينة ريبون الإنجليزية بمقاطعة يوركشير الإنجليزية، أسست عام 1849 بواسطة دافيد بي مابس كابتن باخرة سابق بنيويورك أيضاً هو من الذين شاركوا في إنشاء كلية ريبون التي سميت في البداية كلية بروك واي.

## التركيبة السكانية
حدّد مكتب تعداد الولايات المتحدة بيانات التركيبة السكانية لريبون في تعداد الولايات المتحدة. في ما يلي، التركيبة السكانية حسب تعدادي 2000 و2010.

### تعداد عام 2000
بلغ عدد سكان ريبون 6,828 نسمة بحسب تعداد عام 2000، وبلغ عدد الأسر 2,922 أسرة وعدد العائلات 1,759 عائلة مقيمة في المدينة. في حين سجلت الكثافة السكانية 524.4 نسمة لكل كيلومتر مربع (1,358.2/ميل2). وبلغ عدد الوحدات السكنية 3,118 وحدة بمتوسط كثافة قدره 239.5 لكل كيلومتر مربع (620.3/ميل2).
وتوزع التركيب العرقي للمدينة بنسبة 97.72% من البيض و0.19% من الأمريكيين الأفارقة و0.16% من الأمريكيين الأصليين و0.50% من الأمريكيين ذوي الأصول الآسيوية و0.86% من الأعراق الأخرى و0.57% من عرقين مختلطين أو أكثر و2.21% من الهسبانيون أو اللاتينيون من أي عرق.
بلغ عدد الأسر 2,922 أسرة كانت نسبة 29.8% منها لديها أطفال تحت سن الثامنة عشر تعيش معهم، وبلغت نسبة الأزواج القاطنين مع بعضهم البعض 48.8% من أصل المجموع الكلي للأسر، ونسبة 8.7% من الأسر كان لديها معيلات من الإناث دون وجود شريك، بينما كانت نسبة 2.7% من الأسر لديها معيلون من الذكور دون وجود شريكة وكانت نسبة 39.8% من غير العائلات. تألفت نسبة 34% من أصل جميع الأسر من عدة أفراد يعيشون في نفس المنزل ونسبة 17% كانت تتألف من شخص يعيش بمفرده يبلغ من العمر 65 عاماً أو أكثر. وبلغ متوسط حجم الأسرة المعيشية 2.26، أما متوسط حجم العائلات فبلغ 2.93.
بلغ العمر الوسطي للسكان 39.7 عاماً. وكانت نسبة 23.3% من القاطنين تحت سن الثامنة عشر، وكانت نسبة 7.7% بين الثامنة عشر والرابعة والعشرين عاماً، ونسبة 27.3% كانت واقعةً في الفئة العمرية ما بين الخامسة والعشرين والرابعة والأربعين عاماً، ونسبة 21.6% كانت ما بين الخامسة والأربعين والرابعة والستين، ونسبة 16.9% كانت ضمن فئة الخامسة والستين عاماً فما فوق. يوجد لكل 100 أنثى 88.0 ذكر، ويوجد لكل 100 أنثى في الثامنة عشر من عمرها فما فوق 85.5 ذكر.
بلغ متوسط دخل الأسرة في المدينة 37,399 دولارًا، أما متوسط دخل العائلة فبلغ 51,100 دولارًا. وكان متوسط دخل الذكور 35,990 دولارًا مقابل 25,053 دولارًا للإناث. وسجل دخل الفرد الخاص بالمدينة 20,313 دولارًا. وكانت نسبة 4.4% من العائلات ونسبة 6.4% من السكان تحت خط الفقر، وكان من هؤلاء نسبة 8.1% تحت سن الثامنة عشر ونسبة 5.2% في الخامسة والستين من العمر وما فوق.

## معرض صور

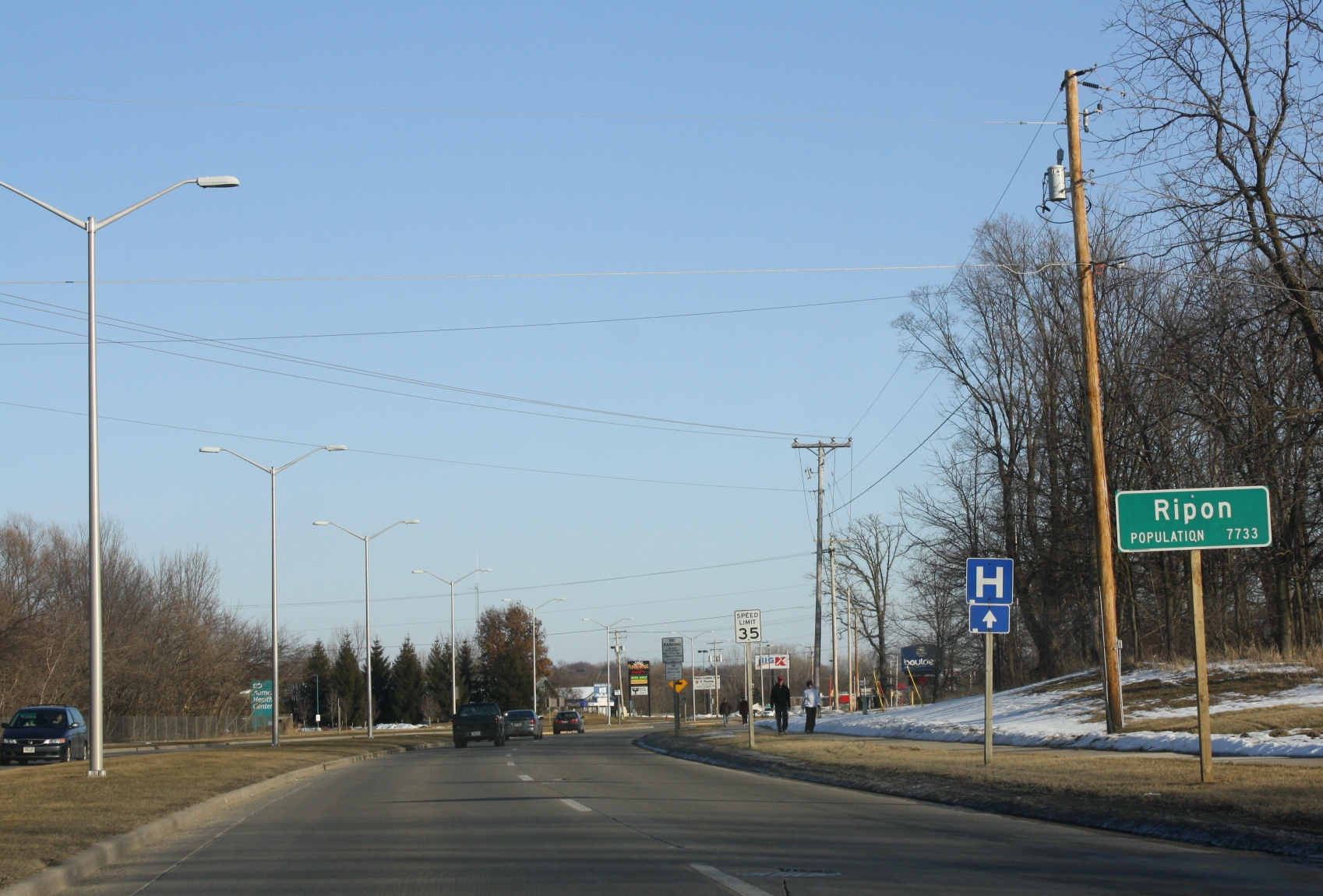
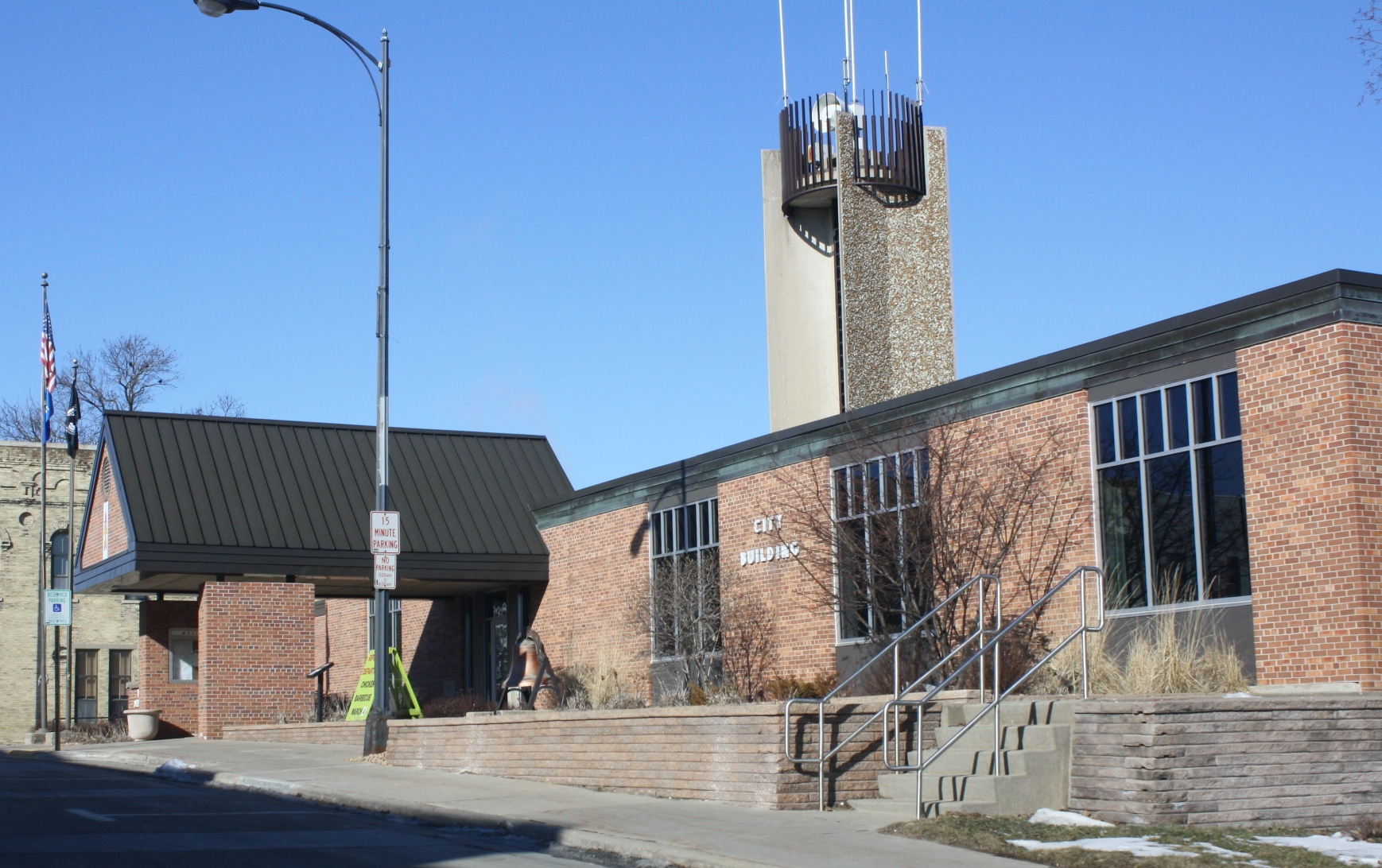
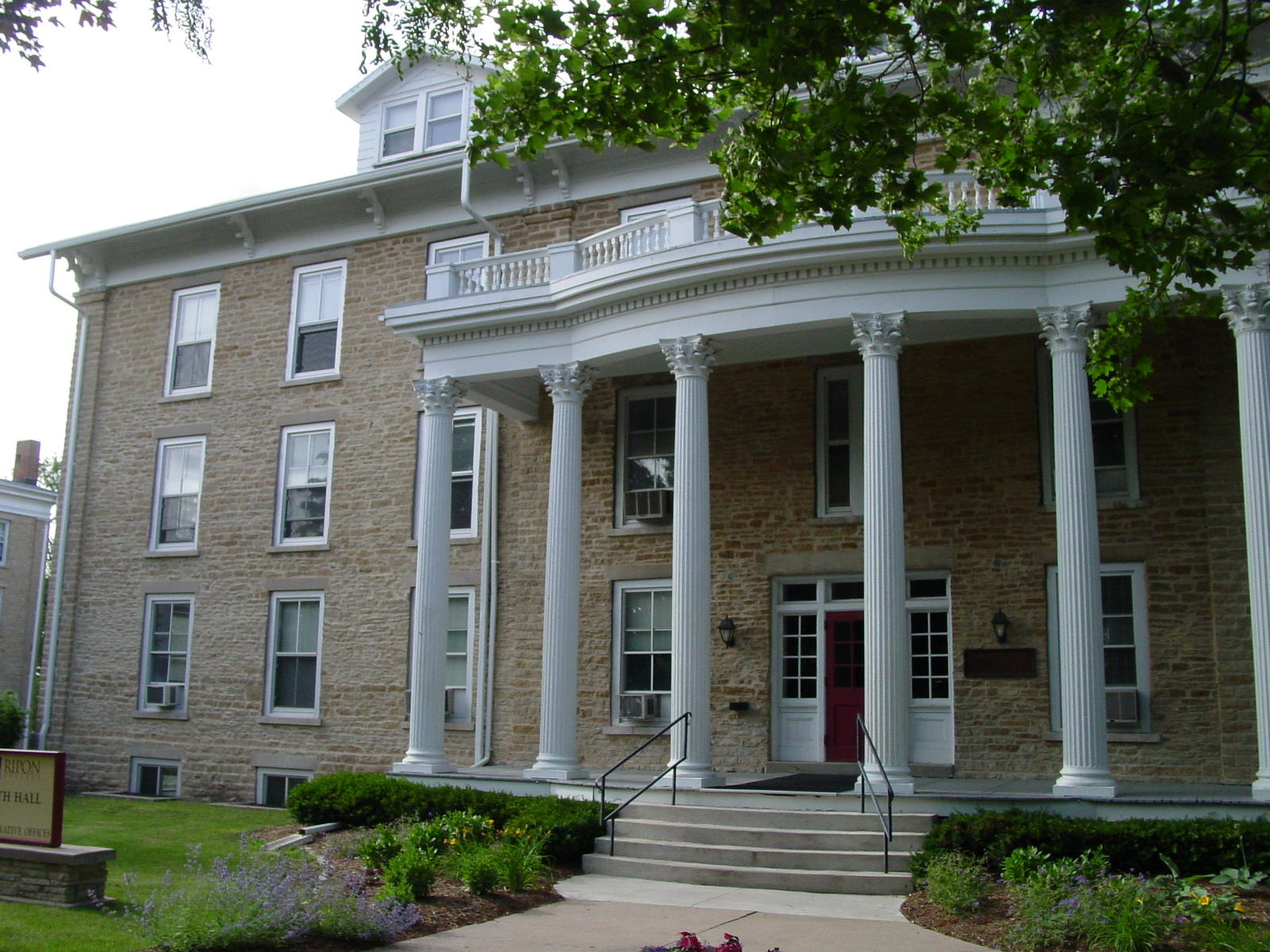
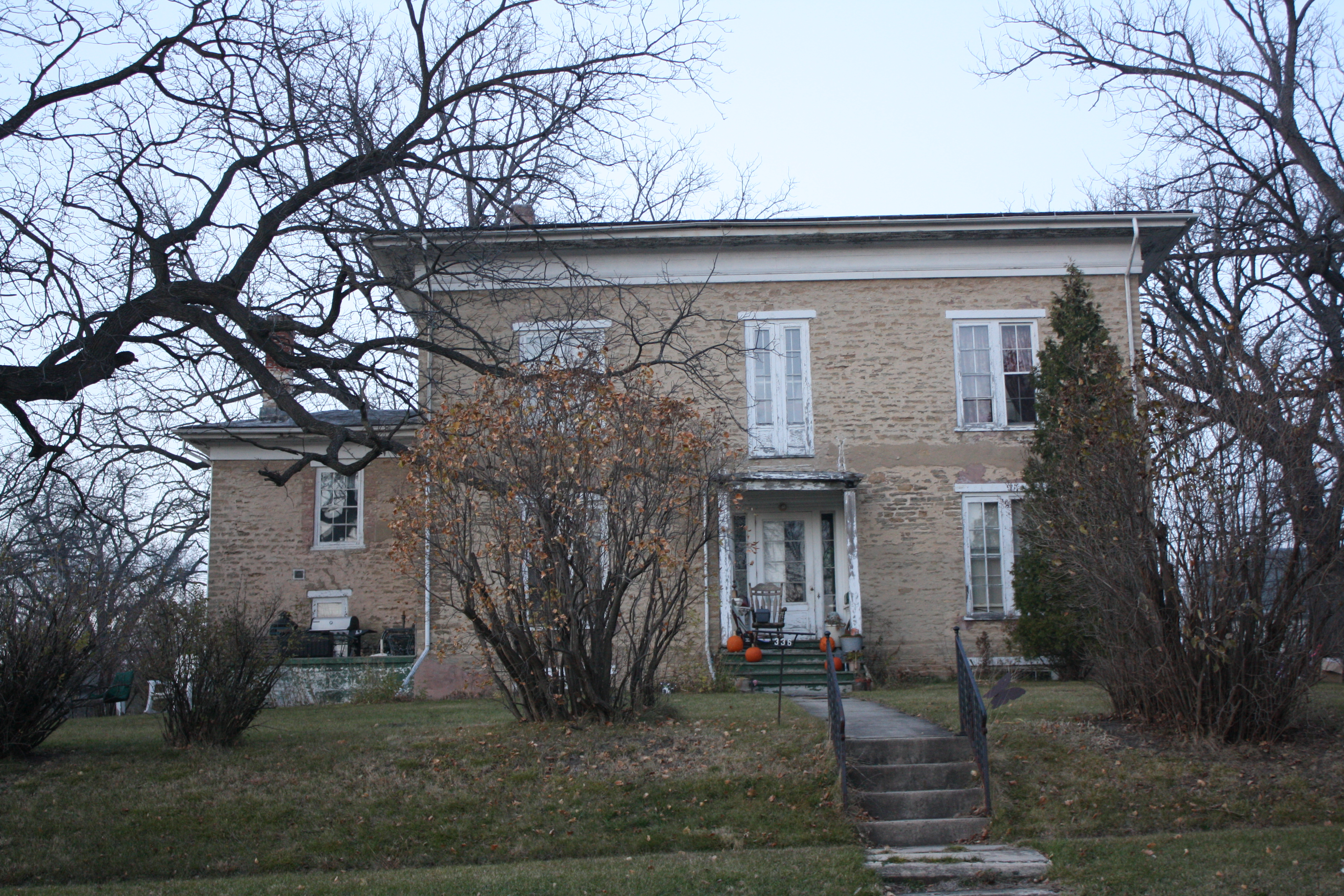

### تعداد عام 2010
بلغ عدد سكان ريبون 7,733 نسمة بحسب تعداد عام 2010، وبلغ عدد الأسر 3,053 أسرة وعدد العائلات 1,769 عائلة مقيمة في المدينة. في حين سجلت الكثافة السكانية 593.9 نسمة لكل كيلومتر مربع (1,538.2/ميل2). وبلغ عدد الوحدات السكنية 3,306 وحدة بمتوسط كثافة قدره 253.9 لكل كيلومتر مربع (657.6/ميل2).
وتوزع التركيب العرقي للمدينة بنسبة 94.75% من البيض و0.66% من الأمريكيين الأفارقة و0.31% من الأمريكيين الأصليين و0.78% من الأمريكيين ذوي الأصول الآسيوية و0.03% من سكان جزر المحيط الهادئ و2.57% من الأعراق الأخرى و0.91% من عرقين مختلطين أو أكثر و5.02% من الهسبانيون أو اللاتينيون من أي عرق.
بلغ عدد الأسر 3,053 أسرة كانت نسبة 27.8% منها لديها أطفال تحت سن الثامنة عشر تعيش معهم، وبلغت نسبة الأزواج القاطنين مع بعضهم البعض 45.3% من أصل المجموع الكلي للأسر، ونسبة 8.7% من الأسر كان لديها معيلات من الإناث دون وجود شريك، بينما كانت نسبة 3.9% من الأسر لديها معيلون من الذكور دون وجود شريكة وكانت نسبة 42.1% من غير العائلات. تألفت نسبة 36.5% من أصل جميع الأسر من عدة أفراد يعيشون في نفس المنزل ونسبة 17.7% كانت تتألف من شخص يعيش بمفرده يبلغ من العمر 65 عاماً أو أكثر. وبلغ متوسط حجم الأسرة المعيشية 2.22، أما متوسط حجم العائلات فبلغ 2.90.
بلغ العمر الوسطي للسكان 37.2 عاماً. وكانت نسبة 20.2% من القاطنين تحت سن الثامنة عشر، وكانت نسبة 17.5% بين الثامنة عشر والرابعة والعشرين عاماً، ونسبة 21.7% كانت واقعةً في الفئة العمرية ما بين الخامسة والعشرين والرابعة والأربعين عاماً، ونسبة 23.6% كانت ما بين الخامسة والأربعين والرابعة والستين، ونسبة 17% كانت ضمن فئة الخامسة والستين عاماً فما فوق. وتوزع التركيب الجنسي للسكان بنسبة 47.4% ذكور و52.6% إناث.

## أعلام
- أوتو جوليوس زوبل
- كاري تشابمان كات
- فرانك إل. أنديرس